# Virecourt
Virecourt és un municipi francès situat al departament de Meurthe i Mosel·la i a la regió del Gran Est. L'any 2007 tenia 442 habitants.

## Demografia

### Població
El 2007 la població de fet de Virecourt era de 442 persones. Hi havia 192 famílies, de les quals 61 eren unipersonals (23 homes vivint sols i 38 dones vivint soles), 54 parelles sense fills, 58 parelles amb fills i 19 famílies monoparentals amb fills.
La població ha evolucionat segons el següent gràfic:
Habitants censats

### Habitatges
El 2007 hi havia 209 habitatges, 196 eren l'habitatge principal de la família, 4 eren segones residències i 9 estaven desocupats. 182 eren cases i 26 eren apartaments. Dels 196 habitatges principals, 150 estaven ocupats pels seus propietaris, 45 estaven llogats i ocupats pels llogaters i 1 estava cedit a títol gratuït; 1 tenia una cambra, 7 en tenien dues, 24 en tenien tres, 52 en tenien quatre i 113 en tenien cinc o més. 146 habitatges disposaven pel capbaix d'una plaça de pàrquing. A 95 habitatges hi havia un automòbil i a 84 n'hi havia dos o més.

### Piràmide de població
La piràmide de població per edats i sexe el 2009 era:
| Homes | Edats   | Dones |
| ----- | ------- | ----- |
| 0     | 95 o +  | 0     |
| 0     | 90 a 94 | 0     |
| 0     | 85 a 89 | 0     |
| 8     | 80 a 84 | 4     |
| 8     | 75 a 79 | 16    |
| 16    | 70 a 74 | 16    |
| 8     | 65 a 69 | 24    |
| 4     | 60 a 64 | 12    |
| 12    | 55 a 59 | 0     |
| 12    | 50 a 54 | 28    |
| 12    | 45 a 49 | 16    |
| 24    | 40 a 44 | 12    |
| 12    | 35 a 39 | 24    |
| 12    | 30 a 34 | 8     |
| 8     | 25 a 29 | 8     |
| 8     | 20 a 24 | 16    |
| 16    | 15 a 19 | 24    |
| 20    | 10 a 14 | 24    |
| 12    | 5 a 9   | 12    |
| 8     | 0 a 4   | 0     |

## Economia
El 2007 la població en edat de treballar era de 297 persones, 218 eren actives i 79 eren inactives. De les 218 persones actives 201 estaven ocupades (105 homes i 96 dones) i 17 estaven aturades (5 homes i 12 dones). De les 79 persones inactives 28 estaven jubilades, 31 estaven estudiant i 20 estaven classificades com a «altres inactius».

### Ingressos
El 2009 a Virecourt hi havia 206 unitats fiscals que integraven 478,5 persones, la mediana anual d'ingressos fiscals per persona era de 19.485 €.

### Activitats econòmiques
Dels 8 establiments que hi havia el 2007, 1 era d'una empresa de fabricació de material elèctric, 2 d'empreses de construcció, 2 d'empreses de comerç i reparació d'automòbils, 1 d'una empresa de transport i 2 d'empreses de serveis.
L'únic servei als particulars que hi havia el 2009 era una empresa de construcció.
L'any 2000 a Virecourt hi havia 4 explotacions agrícoles.

## Poblacions més properes
El següent diagrama mostra les poblacions més properes.